# رشيد شو
رشيد شو (بالإنجليزية: Rachid Show) هو برنامج تلفزيوني يعرض على القناة الثانية المغربية مساء كل يوم جمعة ويقدمه رشيد العلالي وينتمي إلى برامج التوك شو، وتقوم فكرته على استضافة شخصيات لامعة في مجال الفن والرياضة والسياسة وغيرها وذلك لمحاورتهم وطرح الأسئلة عليهم حول مواضيع تهم مساراتهم الحياتية والمهنية والشخصية بأسلوب يمتزج بين الجد والكوميديا في لقاء مميز، كما يتضمن فقرة يتم فيها استضاف الأطفال الصغار قبل تقديم الضيف ومحاورتهم بشكل طريف.

## الفقرات
يتضمن البرنامج عدة فقرات متنوعة منها :
- ميكرو فولي أو عيش نهار تسمع خبار : خلالها يتم استطلاع أراء المواطنين حول موضوع معين، وغالبا ما تكون هذه الأسئلة التي يطرحها عليهم البرنامج غريبة وغير متوقعة.
- ميد إن موروكو : وفيها يتم عمل روبورتاج ترصد فيه كاميرا البرنامج عدة ظواهر تعبر عن الواقع المغربي، وهذا يدخل دائمًا في إطار الكوميديا.
- خلي كومونتير : فيها يكون على الضيف التعليق على مجموعة من الصور التي تعرض عليه.
- الصراحة : يعتبرها أغلب الضيوف أصعب فقرة في البرنامج، إذ يتم طرح مجموعة من الأسئلة المحرجة والمزعجة للضيف وهو على كرسي الاعتراف، والغرض منها كشف أسراره وحقائقه للمشاهدين، وهذا ما يميز البرنامج عن سائره ويعطيه مكانة مرموقة عند المغاربة.
- التحدي : وهي الفقرة الأخيرة من البرنامج، حيث يجب على الضيف خوض تحدي يقترحه عليه مقدم البرنامج، وغالبا ما يكون في فترة دقيقتين.

بالإضافة إلى هذه الفقرات هناك فقرات أخرى قديمة بقيت منذ بداية البرنامج إلى الآن، وأخرى تم تغيير اسمها واستحداثها، كما أنه تمت إزالة فقرات وفي مقابل ذلك تمت إضافة أخرى ك فاص أ فاص وهي شبيهة بفقرة الصراحة لكن يتوجب على الضيف أكل الفلفل الحار في حال رفضه الإجابة عن سؤال ما، وقد راقت هذه الفكرة للعديد من مشاهدي البرنامج.

## وصلات خارجية
- رشيد شو على موقع قاعدة بيانات الأفلام العربية